# Тылькевич, Александр Михайлович
Алекса́ндр Миха́йлович Тыльке́вич (род. 28 января 1970, Ташкент, РСФСР, СССР) — священник Русской православной церкви, иерей (2001), протоиерей (2008), Настоятель храма Святых апостолов Петра и Павла в городе Шилка Забайкальского края (2001) и ещё двадцати двух храмов на пространстве 1115 км по Забайкальскому краю, председатель «Забайкальского общества помощи детям» (2019), руководитель миссионерского отдела Нерчинской епархии (2005), руководитель социального отдела Нерчинской епархии (2005), член совета при Уполномоченном по правам ребёнка при президенте Российской Федерации (2018), Председатель общественного совета Шилкинского ОМВД, магистр педагогического образования (филология) (2021). Российский религиозный и общественный деятель, богослов, проповедник, волонтёр и миссионер.

## Биография
Александр Михайлович Тылькевич родился 28 января 1970 года в городе Ташкенте, где и провел свое детство. Семья Тылькевичей — представители технической интеллигенции: отец — Тылькевич Михаил Владимирович инженер-строитель, мать — Тылькевич Людмила Геннадьевна инженер-стандартизатор. Три поколения семьи Тылькевичей прожили в Средней Азии.
В 1985 году семья, выехала на строительство БАМа — «золотое звено» в посёлок Куанда в Каларском районе Забайкальского края, на момент чего Александру Тылькевичу было 14 лет. В старших классах школы Александр Михайлович мечтал о профессии летчика, после чего пытался поступить в Армавирское военное авиационное училище, но неудачно, переломы носовой перегородки — память о занятиях боксом.
Окончил среднюю школу в посёлке Куанда в 1987 году, работать начал с лета 1986 года. С 1988 по 1990 годы, по окончании школы, до призыва в армию, трудился химиком-лаборантом в САФнииПРОМГАЗ. В ряды СА призван и направлен в ПНР, где в танковых войсках получил воинскую специальность механик-водитель средних танковых войск, по окончании службы вернулся на БАМ в строительную бригаду.
В 1990 принят на службу в ЛОВД на ст. Новая Чара и направлен в школу милиции г. Благовещенска. С 1990 по 2000 годы служил в транспортной милиции, в 1993 поступил в институт МВД г. Иркутска. Состоял на должности старшего инспектора милиции общественной безопасности, закончил службу в должности начальника штаба в возрасте 26 лет. Причиной его добровольного ухода из органов стало решение посвятить свою жизнь служению Богу. С 2000 года по сегодняшний день — настоятель храма Первоверховных Апостолов Петра и Павла в городе Шилка Забайкальского края.
В 2000 году, по рекомендации Архиепископа Евстафия (бывший владыка Читинский и Забайкальский), который сказал отцу Александру о том, что, «послужив родине, нужно послужить и Богу», приехал домой на ст. Новая Чара, написал рапорт об увольнении. Духовный путь начал в Воскресенском храме города Чита, прошёл обучение на епархиальных Пастырских курсах. в 2001 году принял сан диакона, через 30 дней сан иерея и направлен настоятелем храма Святых апостолов Петра и Павла в г. Шилка, кем и является по настоящее время. В 2008 году получил чин протоиерея.
17 октября 2016 года епископ Нерчинский и Краснокаменский Димитрий указом Патриарха Московского и Всея Руси Кирилла за внимание к усердным пастырским трудам, вручил священнику протоиерею Александру Тылькевичу орден Русской православной церкви преподобного Серафима Саровского.
В 2009 году организовал деятельность по реализации проекта «Детская деревня» (Видеоролик на YouTube) в городе Шилка, была обустроена досуговая зона, предназначенная для детей сирот и их приемных родителей, позже в 2011 году, началась строительство жилого комплекса. Сейчас реализуется проект «Детское подворье»(Видеоролик на YouTube) при Мирсановской казачьей школе.
С момента назначения на службу в северных посёлках Забайкальская края было выстроено пять храмов. С 2012 года, отец Александр ежегодно организует по несколько миссионерских и гуманитарных экспедиций в различные труднодоступные северные районы (Усть-Каринга, Средний Калар, Юмурчен, Красный Яр, Тунгокочен и т. д..), принимает активное участие в борьбе с природными пожарами. В 2018 году координировал оказание помощи пострадавшим от наводнения в Шилкинском районе Забайкальского края.
Множество гуманитарных экспедиций и путешествий, которые были совершенны протоиереем Александром были задокументированы и впоследствии превратились в документальные кинофильмы, в одном из которых («Варлаам») принимал участие актёр театра и кино Андрей Мерзликин.
В (2021) отец Александр защитил магистерскую диссертацию на тему «творчество О. А. Димова в комплексном изучении предмета „литература Забайкалья“ (вспомогательный потенциал произведений писателя)», написал введение в книгу, посвященную Олегу Афанасьевичу Димову.

## Фильмография[7]
- 2014 — «Я посреди них» (документальный) — режиссёр Ирина Михайлишина, оператор и монтажёр Антон Соломин.  Полная версия фильма «Я посреди них»  на YouTube.
- 2016 — «И свет во тьме светит» (документальный) — автор сценария и режиссёр Ирина Михайлишина, оператор Виталий Литвинцев, монтаж Антон Соломин (Киностудия "Слово").  Полная версия фильма «И свет во тьме светит»  на YouTube.
- 2016 — «По закону любви» (документальный) — автор сценария и режиссёр Ирина Михайлишина, оператор Виталий Литвинцев, монтаж Антон Соломин (Киностудия «Слово»).  Полная версия фильма «По закону любви»  на YouTube.
- 2017 — «Дорога к небу» (документальный) — режиссёр Ирина Михайлишина.  Полная версия фильма «Дорога к небу»  на YouTube
- 2019 — «Варлаам» (документальный) — режиссёр Ирина Михайлишина, оператор-постановщик Сергей Миртов, монтаж Владимир Прокопьев (Телеканал Альтес)  Полная версия фильма «Варлаам»  на YouTube.
- 2019 — «Путь» (документальный) — режиссёр Ирина Михайлишина.  Полная версия фильма «Путь»  на YouTube.
- 2019 — «Миссия» (документальный) — режиссёр Александр Свешников.  Полная версия фильма «Миссия»  на YouTube.
- 2020 — «По следам „Миссии“».  Полная версия фильма По следам «Миссии»  на YouTube.